# Andvord Bay
Die Andvord Bay (englisch, französisch Baie Andvord, spanisch Bahía Andvord) ist eine 5 km breite und 14,5 km lange Bucht an der Danco-Küste des Grahamlands im Norden der Antarktischen Halbinsel. Sie liegt zwischen dem Beneden Head und dem Duthiers Point an der Gerlache-Straße.
Entdeckt wurde sie bei der Belgica-Expedition (1897–1899) unter der Leitung des belgischen Polarforschers Adrien de Gerlache de Gomery, der sie nach dem norwegischen Schiffseigner Rolf Thorsteinson Andvord (1847–1906) benannte, dem damaligen Konsul Belgiens in Norwegen.